# ريتشارد إل. كروذر
ريتشارد إل. كروذر (بالإنجليزية: Richard L. Crowther)‏ هو مهندس معماري أمريكي، ولد في 1910، وتوفي في 26 ديسمبر 2006.